# Empoasca appendiculata
Empoasca appendiculata är en insektsart som beskrevs av Ara och M. Firoz Ahmed 1988. Empoasca appendiculata ingår i släktet Empoasca och familjen dvärgstritar.
Artens utbredningsområde är Pakistan. Inga underarter finns listade i Catalogue of Life.